# Flodhest
En flodhest (Hippopotamus amphibius) er et stort, primært planteædende, patte- og hovdyr, som lever i Afrika syd for Sahara. Det er en af kun to eksisterende arter i familien Hippopotamidae. Den anden er dværgflodhesten (Choeropsis liberiensis; tidligere kaldet Hexaprotodon liberiensis). Navnet kommer fra det oldgræske ord ἱπποπόταμος, som også har betydningen flodhest.
Flodhesten er den tredjestørste art af landpattedyr (efter elefanten og næsehornet) og det tungeste eksisterende dyr i ordenen Artiodactyla. På trods af dens fysiske lighed med grisen og andre parrettåede hovdyr, er flodhestens nærmeste nulevende slægtninge hvaler, delfiner og marsvin, som de afveg fra for omkring 55 millioner år siden. Flodheste er genkendelige på deres tøndeformede kroppe, deres store spidse hjørnetænder, næsten hårløse kroppe, søjleformede ben og store størrelse. En fuldvoksen hanflodhest vejer i gennemsnit 1.500 kg mens hunnerne i gennemsnit vejer 1.300 kg. På trods af sin kraftige form og korte ben er den i stand til at løbe over 30 km/t over kortere afstande.
Flodheste lever i og omkring floder, søer og mangrovesumpe, hvor få hanner dominerer bestemte flodstrækninger med grupper på fem til tredive hunner og unge flodheste. I løbet af dagen holder flodhestene sig kølige ved at blive i vandet eller bade sig i mudder. Både reproduktion og fødsel hos flodheste foregår i vand. I skumringen kommer flodhesten op på land for at spise. De spiser hovedsageligt græs og spiser omkring 50 kg hver nat, men kan nå helt op på 68 kg. Mens flodheste hviler i grupper i vandet, græsser de alene, og flodheste er ikke territoriale på land. Flodhesten er blandt de farligste pattedyr i verden på grund af sin størrelse og meget aggressive og uforudsigelige natur. Det anslås at flodheste dræber 100-150 mennesker hvert år. Flodhesten er truet af tab af levesteder og krybskytteri for dens kød og elfenbenstænder.

## Etymologi
Flodhestens latinske navn hippopotamus er afledt af det oldgræske ord ἱπποπόταμος, (translittereret: hippopótamos), hvor ἵππος eller híppos betyder "hest", og ποταμός eller potamós betyder flod. Direkte oversat har det betydningen "hesten af floden".

## Taksonomi og udvikling

### Klassifikation
Flodhesten er en art i familien Hippopotamidae i slægten Hippopotamus. Dværgflodhesten (Choeropsis liberiensis) tilhører en anden slægt i Hippopotamidae, ligesom Hexaprotodon, der er en slægt af uddøde flodheste, hvis sidste medlem Hexaprotodon madagascariensis uddøde på Madagascar i historisk tid (efter år 1500). Andre uddøde slægter indgår også i familien.
Hippopotamidae er et medlem af ordenen parrettåede hovdyr (Artiodactyla]. Andre artiodactyler inkluderer familierne kameler, kvæg, hjorte, svin, og hvaler. Flodheste er nærmest beslægtet med sidstnævnte gruppe (se også afsnittet nedenfor), og er blevet klassificeret sammen med dem i underordenen Cetancodonta.
Fem underarter af flodheste er blevet beskrevet baseret på geografiske forskelle og morfologiske forskelle i deres kranier::3 
- Den store nordlige flodhest eller Nilflodhesten, H. a. amphibius – hvis udbredelse strakte sig fra Egypten (hvor de nu er uddøde), og sydpå langs Nilen, til Tanzania og Mozambique.
- Den østafrikanske flodhest, H. a. kiboko – som lever i Kenya ved Afrikas Store Søer og i Somalia på Afrikas Horn. Deres næser og omkringværende organer er lidt bredere og deres kranier er mere udhulede mellem øjnene, end hos de andre underarter.
- Den sydafrikanske flodhest, H. a. capensis – som lever fra Zambia til Sydafrika. Denne har det fladeste kranie af alle underarterne.
- Den vestafrikanske flodhest, H. a. tschadensis – som lever fra Tchad og længere vestpå. Denne har et lidt kortere og bredere ansigt, med mere fremtrædende knogler omkring øjnene.
- Den angolanske flodhest, H. a. constrictus – som lever i Angola og de sydlige dele af Den Demokratiske Republik Congo og Namibia. Denne har mere snævre øjenhuler end de andre underarter.

De beskrevne morfologiske forskelle er små nok til, at de kunne være et resultat af simpel variation i arten, og afspejle tilfældigheder i de indsamlede prøver.:2  Genetiske analyser har testet eksistensen af tre af disse formodede underarter. En undersøgelse, der undersøgte mitokondrielt DNA fra hudbiopsier taget fra 13 prøveudtagningssteder, betragtede genetisk diversitet og struktur blandt flodhestepopulationer på tværs af Afrika. Ophavsmændene til undersøgelsen fandt små, men betydelige genetiske forskelle mellem H. a. amphibius, H. a. capensis og H. a. kiboko. Hverken H. a. tschadensis eller H. a. constrictus blev testet.

### Evolution
Indtil 1909 grupperede naturforskere flodheste med grise, baseret på deres kindtandsmønstre. Siden da har flere undersøgelser, først fra blodproteiner, derefter fra molekylær systematik, DNA og fossiler, bevist at deres nærmeste nulevende slægtninge er fra Cetacea-ordenen (hvaler, delfiner og marsvin).Flodhestes og hvalers fælles forfader afveg sig fra underordenen Ruminantia og resten af de parrettåede hovdyr, hvorefter slægten for hvaler og flodheste splittedes kort efter.
|                             | Ruminantia                                                 |
|                             |                                                            |
| Cetancodonta (Whippomorpha) | \| \| Hippopotamidae \| \| \| \| \| \| Cetacea \| \| \| \| |
|                             | \| \| Hippopotamidae \| \| \| \| \| \| Cetacea \| \| \| \| |
|                             | Hippopotamidae                                             |
|                             |                                                            |
|                             | Cetacea                                                    |
|                             |                                                            |

|  | Hippopotamidae |
|  |                |
|  | Cetacea        |
|  |                |

|                             | Ruminantia                                                 |
|                             |                                                            |
| Cetancodonta (Whippomorpha) | \| \| Hippopotamidae \| \| \| \| \| \| Cetacea \| \| \| \| |
|                             | \| \| Hippopotamidae \| \| \| \| \| \| Cetacea \| \| \| \| |
|                             | Hippopotamidae                                             |
|                             |                                                            |
|                             | Cetacea                                                    |
|                             |                                                            |

|  | Hippopotamidae |
|  |                |
|  | Cetacea        |
|  |                |

|                             | Ruminantia                                                 |
|                             |                                                            |
| Cetancodonta (Whippomorpha) | \| \| Hippopotamidae \| \| \| \| \| \| Cetacea \| \| \| \| |
|                             | \| \| Hippopotamidae \| \| \| \| \| \| Cetacea \| \| \| \| |
|                             | Hippopotamidae                                             |
|                             |                                                            |
|                             | Cetacea                                                    |
|                             |                                                            |

|  | Hippopotamidae |
|  |                |
|  | Cetacea        |
|  |                |

|                             | Ruminantia                                                 |
|                             |                                                            |
| Cetancodonta (Whippomorpha) | \| \| Hippopotamidae \| \| \| \| \| \| Cetacea \| \| \| \| |
|                             | \| \| Hippopotamidae \| \| \| \| \| \| Cetacea \| \| \| \| |
|                             | Hippopotamidae                                             |
|                             |                                                            |
|                             | Cetacea                                                    |
|                             |                                                            |

|  | Hippopotamidae |
|  |                |
|  | Cetacea        |
|  |                |

Den seneste teori om Hippopotamidaes oprindelse antyder, at flodheste og hvaler delte en fælles forfader, der ligesom flodheste både lever i vand og på land, og udskilte sig fra artiodactylerne for omkring 60 millioner år siden. Denne formodede forfædregruppe delte sig sandsynligvis i to grene for omkring 54 millioner år siden.
En gren ville udvikle sig til hvaler, muligvis begyndende for omkring 52 millioner år siden, med den stadig landlige Pakicetus og andre tidlige hvalforfædre samlet kendt som Archaeoceti, som til sidst gennemgik tilpasning for at blive de helt akvatiske hvaler som vi kender i dag. Den anden gren blev anthracotherne, en stor familie af firbenede dyr, som levede i slutningen af Eocæn-perioden, og lignede magre flodheste med forholdsvis små og smalle hoveder. Alle grene af anthracotherne, undtagen den der udviklede sig til flodheste, uddøde under Pliocæn-perioden uden at efterlade nogle efterkommere.
En grov evolutionær linje kan spores fra eocæne og oligocæne arter. Fra slægterne Anthracotherium og Elomeryx til de miocæne arter Merycopotamus og Libycosaurus og de tidligste anthracothere i Pliocæn. Disse grupper levede i Eurasien, og opdagelsen af slægten Epirigenys i Østafrika, som sandsynligvis var i tæt familie med Hippopotamidae, antyder at flodhestes forfædre kom ind i Afrika for omkring 35 millioner år siden og var de tidligste store pattedyr til at kolonisere kontinentet.
De ældste kendte individer i Hippopotamidae-familien er fra slægten Kenyapotamus som levede i Afrika fra 16 til 8 millioner år siden. Mens flodhestearter spredte sig over Asien og Europa, er ingen flodheste nogensinde blevet opdaget i Amerika, selvom forskellige anthracother-slægter udvandrede til Nordamerika under den tidlige oligocæn. Fra 7,5 til 1,8 millioner år siden levede en forfader til den moderne flodhest, Archaeopotamus, i Afrika og Mellemøsten.
Mens fossiloptegnelsen for flodheste stadig er dårligt forstået, kan flodhesten og dværgflodhesten, have afveget fra resten af deres forfædre for så langt tilbage som 8 millioner år siden.

### Uddøde arter
Tre arter af Madagaskiske flodheste uddøde under Holocæn-perioden på Madagaskar, en af dem inden for de seneste 1.000 år. De madagaskiske flodheste var mindre end de moderne flodheste, sandsynligvis grundet en proces kendt som ø-dværgvækst. Fossile beviser indikerer, at mange madagaskiske flodheste blev jaget af mennesker. Dette har sandsynligvis været en betydelig faktor i forhold til deres endelige udryddelse. Dog kan nogle isolerede medlemmer af madagaskiske flodheste have overlevet i fjerntliggende områder. I 1976 beskrev landsbyboere på Madagaskar et dyr kaldet kilopilopitsofy, som kan have været en madagaskisk flodhest.
Tre arter af flodheste, den europæiske flodhest (Hippopotamus antiquus), Hippopotamus major og Hippopotamus gorgops, spredte sig over hele Kontinentaleuropa og De Britiske Øer. Alle tre arter uddøde før den seneste istid. Forfædre til europæiske flodheste fandt vej til mange øer i Middelhavet under Pleistocæn-perioden. Under Pleistocæn udviklede der sig også en række dværgarter på flere Middelhavsøer, herunder Kreta (Hippopotamus creutzburgi), Cypern (Hippopotamus minor), Malta (Hippopotamus melitensis) og Sicilien (Hippopotamus pentlandi). Af disse overlevede Hippopotamus minor indtil slutningen af Pleistocæn eller tidlig Holocæn. Beviser fra det arkæologiske sted, Aetokremnos, fortsætter med at skabe debat om, hvorvidt arten blev udryddet af mennesker. På tværs af Eurasien uddøde flodhesten for mellem 16.000 og 50.000 år siden.

## Fysiske kendetegn
Flodheste er blandt de største levende landpattedyr og er kun mindre end elefanter og nogle arter af næsehorn. Blandt de nulevende afrikanske megafauna, er flodhesten, efter kropsmasse, i gennemsnit mindre end de to afrikanske elefantarter og det hvide næsehorn, men større end både det sorte næsehorn og giraffen. Fuldvoksne flodheste er 2,90 til 5,05 m lange, inklusiv halen, som er omkring 35 til 56 cm i længden. Flodheste har en skulderhøjde på 1,30 til 1,65 m. Gennemsnitsvægten for en voksen flodhest er omkring 1.500 kg og 1.300 kg for henholdsvis hanner og hunner, meget store hanner kan nå op på 2.000 kg. Dog er usædvanligt store hanner med en vægt på 2.660 kg, 3.200 kg og 4.500 kg (i fangenskab) blevet rapporteret. Hannerne ser ud til at fortsætte med at vokse gennem hele deres liv, mens hunnerne når deres maksimale vægt når de er omkring 25 år gamle.
Flodheste har tøndeformede kroppe med korte ben og store næsepartier. Deres skeletstrukturer er tilpasset til at bære deres enorme vægt.:8  Denne vægt er praktisk, da den tillader flodhestene at synke og bevæge sig langs bunden af en flod. Flodheste har små ben (i forhold til resten af den afrikanske megafauna), fordi vandet, som de tilbringer det meste af deres tid i, reducerer vægtbelastningen for deres ben. Selvom flodheste er kraftigt bygget, er de i stand til galoppere med over 30 km/t på land. Flodheste er ikke i stand til at hoppe, men de kan klatre op ad stejle bakker. På trods af at flodhesten tilbringer det meste af sin tid i vandet og har svømmehud mellem tæerne, er en voksen flodhest ikke en særlig god svømmer og kan heller ikke flyde. Flodhesten befinder sig sjældent på dybt vand. Når den gør, bevæger den sig med delfin-lignende spring fra bunden.:3  Voksne flodheste kan bevæge sig med hastigheder på op til 8 km/t i vand. Hvis en flodhest er under vand, kommer den typisk op for at trække vejret hvert tredje til femte minut. Ungerne skal trække vejret hvert andet til tredje minut.:4  Processen med at komme til overfladen og trække vejret er ubevidst, en flodhest, der sover under vandet, vil stige op og trække vejret uden at vågne op. Når en flodhest går under vandet lukker den sine næsebor.  Flodhestes øjne, ører og næsebor er placeret højt på deres kranier. Dette gør det muligt for disse organer at forblive over overfladen, mens resten af kroppen er under vand.:259  Hannernes testikler falder kun delvist, og en pung er ikke til stede. Derudover trækker penis sig ind i kroppen, når den ikke er oprejst. Kønsorganerne hos hunnerne er usædvanlige, idet skeden er rillet, og to store udposninger rager ud fra vulva. Funktionen af disse er ukendt.:28–29 
Flodhestens kæbe er drevet af en stor masseter og en veludviklet digastriks muskel. Den digastriske muskel løkker op bag masseteren til hyoidbenet.:259  Kæbehængslet er placeret langt tilbage nok til at dyret kan åbne munden næsten 180°.:17  Flodhestens orbicularis oris-muskel er moderat foldet hvilket gør det muligt for flodhesten at kunne åbne munden så vidt uden at rive noget væv. Bidekraften af en voksen hunflodhest er blevet målt til 8,1 kN. Flodhestens tænder skærper sig selv når de slibes mod hinanden. De nedre tænder hos flodhesten er større end de øvre tænder, især hos hanner, disse tænder vokser hele flodhestens liv. Fortænderne kan blive 40 cm lange, mens hjørnetænderne kan blive op til 50 cm. Flodhesten bruger hverken sine for- eller hjørnetænder til at spise med, den bruger dem udelukkende til kamp. Når flodhesten spiser er den afhængig af sine brede læber som kan trække græs op af jorden, som derefter males af deres kindtænder.:259, 263  Flodhesten anses for at være en pseudoruminant. Det vil sige at den har tre maver, hvor drøvtyggere har fire. Flodhesten tygger altså ikke drøv, selvom mange af dens slægtninge gør.:22 
I modsætning til de fleste andre dyr, som tilbringer det meste af deres tid i vand, har flodheste meget lidt hår.:260  Deres hud er 6 cm tyk, hvilket giver dem god beskyttelse mod angreb fra artsfæller og rovdyr. Derimod er flodhestens subkutane fedtlag tyndt.:3  De øvre dele af flodhestens krop er lilla-grå eller blå-sorte, mens de nedre dele og områder omkring øjne og ører er brun-lyserøde.:260  Deres hud udskiller en naturlig væske der fungerer som solcreme. Sekretet ligner en mellemting mellem blod og sved, da det er rødt men har konsistensen som sved. Væsken er til at begynde med farveløs og bliver rød-orange i løbet af få minutter og bliver til sidst brun. To forskellige pigmenter er blevet identificeret i sekreterne, et rødt (hipposudorsyre) og et orange (norhipposudorsyre). De to pigmenter er meget sure forbindelser. Disse pigmenter hæmmer væksten af sygdomsfremkaldende bakterier, og absorberer ultraviolet lys, hvilket gør at de fungerer som solcreme. Alle flodheste, også selvom nogle af dem har forskellig kost, udskiller pigmenterne, så det ser ikke ud til, at maden er kilden til pigmenterne. I stedet kan dyrene syntetisere pigmenterne fra udgangsstoffer såsom aminosyren tyrosin. Alligevel kan denne naturlige solcreme ikke forhindre dyrets hud i at revne, hvis den holder sig ude af vandet for længe. Sekretet hjælper med at regulere flodhestens kropstemperatur og fungerer som et antibiotikum.
En flodhests levetid er typisk 40-50 år.:277  Donna the Hippo var en af de ældste nulevende flodheste i fangenskab. Hun boede i Mesker Park Zoo i Evansville, Indiana, i USA indtil sin død i 2012 i en alder af 61. Den ældste flodhest, der nogensinde er blevet registreret, hed Bertha, og havde boet i Manila Zoo i Filippinerne, siden den åbnede første gang i 1959. Da hun døde i 2017, blev hendes alder anslået til at være 65 år.

## Udbredelse og bevaringsstatus
Hippopotamus amphibius, var vidt udbredt i Nordafrika og Europa under Eem-mellemistiden og sen Pleistocæn indtil for omkring 30.000 år siden. Der findes endda arkæologiske beviser, der dateres til mindre end 3.000 år siden, for dens tilstedeværelse i Levanten. Arten var almindelig i Egypten omkring Nilen i antikken, men er siden blevet udryddet der. Plinius den Ældre skriver, at det bedste sted i Egypten at fange flodhesten på sin tid var i den daværende by Sais. Dyret kunne stadig findes langs Egyptens nordlige kyst ved Damietta efter den arabiske erobring i år 639. Nedslagtningen af den sidste flodhest i Natal-provinsen i Sydafrika blev rapporteret i slutningen af det 19. århundrede. Flodheste findes stadig i dag ved floder og søer i den nordlige del af Den Demokratiske Republik Congo, Uganda, Tanzania og Kenya, nordpå til Etiopien, Somalia og Sudan, mod vest til Gambia og sydpå til Sydafrika.
Genetiske beviser tyder på, at flodhesten i Afrika oplevede en markant bestandudvidelse under eller efter Pleistocæn, hvilket tilskrives en stigning i vandområder i slutningen af epoken. Disse fund kan være nyttige og have store betydninger, da flodhestebestande på tværs af kontinentet i øjeblikket er truet af tab af adgang til ferskvand. Flodheste er også udsat for ureguleret jagt og krybskytteri. I maj 2006 blev flodhesten identificeret som en sårbar art på IUCNs rødliste udarbejdet af International Union for Conservation of Nature (IUCN), med en anslået bestand på mellem 125.000 og 150.000 flodheste, et fald på mellem 7% og 20% siden IUCNs undersøgelse fra 1996. I dag findes de største bestande af flodheste i Zambia (40.000 flodheste) og Tanzania (20.000-30.000 flodheste).
Flodhestebestanden er faldet mest dramatisk i Den Demokratiske Republik Congo. I 2005 var populationen i Virunga nationalpark faldet til mellem 800 eller 900 individer fra omkring 29.000 i midten af 1970'erne. Faldet tilskrives forstyrrelser forårsaget af Den Anden Congokrig. Krybskytterne, som dræber flodhestene, menes at være Mai-Mai-oprørere, dårligt betalte congolesiske soldater og lokale militsgrupper. Årsager til krybskytteri er dels troen på, at flodheste er skadelige for samfundet, såvel ønsket om økonomisk vinding. Fra og med 2016 ser det dog ud til, at flodhestebestanden i Virunga nationalpark er steget, muligvis på grund af strammere regler, større håndhævelse af dem og samarbejde mellem fiskere og parkmyndigheder. Salg af flodhestekød er ulovligt, men salget på de sorte markeder er svært at spore for parkbetjente. Flodhestekød betragtes som en delikatesse i nogle områder i det centrale Afrika, og tænderne er blevet en værdsat erstatning for elefantelfenben.

### Flodheste i Amerika
Der har aldrig været vilde flodheste i Amerika, men i slutningen af 1980'erne holdt Pablo Escobar fire flodheste i et privat menageri i sin bolig Hacienda Nápoles, 100 kilometer øst for Medellín, Colombia, efter at have købt dem i New Orleans. Efter Escobars død i 1993 blev de anset for at være for svære at fange og flytte og blev derfor efterladt på den urørte ejendom. I 2007 havde dyrene formeret sig til 16 individer og var begyndt at strejfe rundt efter mad i området ved Magdalenafloden som lå i nærheden. I 2009 forlod to voksne og en kalv deres bestand, og efter at have angrebet mennesker og dræbt kvæg, blev en af de voksne flodheste (kaldet "Pepe") dræbt af jægere med tilladelse fra de lokale myndigheder.
Da et billede af den døde flodhest blev offentliggjort, skabte det betydelig debat blandt dyrerettighedsgrupper både i Columbia og i udlandet, hvilket satte stop for yderligere planer om aflivninger. Alternative metoder blev overvejet, men de var enten vanskelige, dyre eller det var uvist om de ville virke. En vild flodhest blev fanget, kastreret og derefter løsladt igen, men det kostede omkring 50.000 USD (ca. 330.000 DKK.) Fra 2020 har der ikke været nogen planer fra den lokale regering om forvaltning af flodhestebestandene, men yderligere undersøgelser af flodhestenes effekt på området er iværksat. På grund af den hurtigt voksende flodhestebestand har eksperter anbefalet, at en forvaltningsplan bør udarbejdes så hurtigt som muligt. Forskere har også udtalt, at fordi flodhestene forøger sig hurtigt og udgør en stigende trussel, bør de aflives.
I 2021 anslog man, at der var mellem 80 og 120 flodheste i Colombia.
I USA fremsagde et medlem af Repræsentanternes Hus, Robert F. Broussard fra Louisiana, lovforslaget "American Hippo Bill" i 1910 for at tillade import og frigivelse af flodheste til Louisianas floder. Broussard argumenterede for, at flodhestene ville spise den invasive vandhyacint, der tilstoppede floderne, og desuden producere kød, der kunne afhjælpe den amerikanske kødkrise. De vigtigste samarbejdspartnere og fortalere for Broussards lovforslag var Frederick Russell Burnham og Fritz Duquesne. Tidligere præsident Theodore Roosevelt støttede planen, og det samme gjorde det amerikanske landbrugsministerium, The Washington Post og The New York Times, der roste flodhestekød som "lake cow bacon" ("søkobacon"). Lovforslaget var på nippet til at blive vedtaget.

## Adfærd og biologi
Flodheste adskiller sig fra alle andre store landpattedyr ved at de næsten udelukkende tilbringer deres dage i søer og floder.:3  De kan findes i både savanne- og skovområder. Et ordentligt levested for en flodhest kræver nok vand til at dykke ned i og store mængder af græs i nærheden. De fleste flodheste lever i stille vand med faste og flade strande. Dog kan nogle flodheste, primært hanner, findes i vand med stærk strøm i klippekløfter.:264  Flodheste lever for det meste i ferskvand, men bestande i Vestafrika bor for det meste i flodmundinger og kan endda findes ved havet.
Størstedelen af flodhestes liv tilbringes i vand.. Når det er varmt kan de tilbringe op til 16 timer om dagen i vand for at holde sig kølige, men ved skumringen bevæger de sig ind i landet, nogle gange op til 15 km, for at spise græs, deres vigtigste fødekilde. De bruger typisk fire til fem timer på at græsse og indtager omkring 50 kg græs hver nat, men de kan indtage op til 68 kg hvis de er sultne. Som de fleste planteædere vil flodheste indtage en række forskellige planter, hvis de præsenteres for dem, men deres kost i naturen består næsten udelukkende af græs, dog indtager de også meget sjældent vandplanter. På grund af deres størrelse og deres vane med at tage de samme veje når de skal græsse, kan flodheste have en betydelig indvirkning på det land, de går henover, både ved at holde jorden fri for vegetation og ved at presse jorden ned. Over længere perioder kan flodheste omdirigere bække eller vandløb, hvilket over endnu længere perioder kan skabe mindre sumpområder.
Lejlighedsvis er flodheste blevet filmet, medens de spiser ådsler, normalt tæt ved vandet. Der er andre rapporter om kødspisning og endda kannibalisme og prædation. En flodhests mave er ikke egnet til indtagelse af kød, og den rapporterede kødspisning er sandsynligvis forårsaget af ernæringsmæssig stress.:84 

### Kommunikation
At studere samspillet mellem han- og hunflodheste har længe været kompliceret, fordi flodheste ikke er kønsdimorfiske, og det er derfor vanskeligt at skelne kønnene fra hinanden i naturen. Selvom flodheste ligger tæt på hinanden, ser de ikke ud til at danne sociale bånd bortset fra dem mellem mødre og deres børn. Flodheste er således ikke sociale dyr, og årsagen til, at de trænger sig tæt sammen i vandet, er ukendt.:49  Flodheste er kun territoriale i vand, hvor én dominerende han præsiderer over en lille strækning af floden, som gennemsnitligt er 250 m lang og indeholder omkring 10 hunner. De største flokke kan indeholde over 100 flodheste.:50  Yngre hanflodheste er tilladt i en hans territorium eller flodstrækning, så længe de opfører sig underdanigt over for ham. Flodhestes territorier eksisterer for at etablere parringsrettigheder. Inden i flokkene har flodhestene tendens til at adskille sig. Yngre hanner med yngre hanner (medmindre de er så unge at de kræver deres mor), hunner med andre hunner, og den dominerende han alene. Når flodheste kommer op af vandet for at græsse, gør de det individuelt.:4 
Flodheste markerer deres territorium med afføring. Mens de afsætter afføringen, snurrer flodheste deres hale rundt for at fordele deres ekskrementer ud over så stort et område som muligt. Flodhestes "gaben" bruges primært som en advarsel, hvis de føler sig truet. Når de kæmper, bruger hannerne deres fortænder til at blokere for modpartens angreb og deres store hjørnetænder til at påføre den skader med.:260  Hvis en population af flodheste bliver for stor, eller deres levested bliver reduceret, forsøger hannerne nogle gange at dræbe små flodhesteunger, men denne adfærd er ikke almindelig under normale forhold. Tilfælde med kannibalisme blandt flodheste er blevet dokumenteret, men det menes at de pågældende flodheste var nødlidende eller syge.:82–83 
Flodheste ser ud til at kommunikere gennem grynt og brøl, og de praktiserer måske ekkolokalisering, når de leder efter mad i mudret vand. Flodheste har en unik evne til at kunne holde hovedet delvist over vandet og udsende et skrig, der både farer gennem vandet og luften, og individer, der hører skriget, svarer også både over og under vand. Flodheste kan udtrykke fare med kraftige udåndinger.

### Reproduktion
Hunflodheste bliver kønsmodne når de er fem til seks år og har en drægtighedsperiode på otte måneder. En undersøgelse af flodhestes endokrine systemer afslørede, at hunnerne måske allerede begynder at komme i puberteten så tidligt som tre- eller fireårige. Hannerne bliver kønsmodne når de når en alder på omkring 7,5 år. En undersøgelse af flodhestes reproduktive adfærd i Uganda viste, at de fleste befrugtninger fandt sted i slutningen af den våde sæson om sommeren, og at de største antal fødsler fandt sted mod begyndelsen af den våde sæson i senvinteren. Dette er på grund af hunnens brunstcyklus. Som med de fleste store pattedyr, er hanflodhestenes sædceller aktive året rundt. Undersøgelser af flodheste i Zambia og Sydafrika viste også tegn på fødsler, der fandt sted i begyndelsen af den våde sæson.:60–61  Efter at være blevet gravid, vil en kvindelig flodhest typisk ikke have ægløsning igen i 17 måneder.
Flodheste parrer sig i vandet, med hunnen under vandet under det meste af parringssessionen,:63  og hun kommer kun op med hovedet med jævne mellemrum for at trække vejret. Når hunflodheste skal føde, isolerer de sig fra resten af flokken og vender tilbage inden for 10-14 dage. Ungerne fødes under vandet, og har ved fødslen en vægt på mellem 25 kg og 50 kg og en gennemsnitlig længde på omkring 127 cm, og svømmer selv op til overfladen for at tage deres første vejrtrækninger. En mor føder typisk kun én unge per kuld, men tvillinger kan også forekomme. Ungerne hviler ofte på deres mødres ryg, når vandet er for dybt for dem, og de svømmer ned under vandet for at die. De dier på land, når moderen forlader vandet.:64 
Flodhestemødre er meget beskyttende over for deres unger og holder ofte andre på afstand, inklusive flokkens dominerende han, der er far til ungen. Dog etablerer flodhestemoderen nogle gange grupper, med nogle få andre voksne flodheste, som kan passe hendes unge. I disse grupper kan der være op til flere unger, som tit leger eller kæmper mod hinanden for sjov. Fravænning starter mellem seks og otte måneder efter fødslen, og de fleste unger er helt fravænnet efter et år.:64  Som mange andre store pattedyr følger flodheste en K-selektions strategi, og føder typisk en enkelt stor, veludviklet unge og kun en gang hvert år (i stedet for mange små, dårligt udviklede unger flere gange om året, som det er almindeligt blandt små pattedyr såsom gnavere).

### Flodheste og andre dyr
Flodheste lever tæt på en række store rovdyr. Nilkrokodiller, løver og plettede hyæner er kendt for at jage flodhesteunger.:273 :118  Men på grund af deres aggression og størrelse bliver voksne flodheste normalt ikke jagtet af andre dyr. Der er rapporteret tilfælde, hvor løver med succes har nedlagt voksne flodheste, men det sker meget sjældent. Løver har af og til jagtet voksne flodheste i Gorongosa National Park i Mozambique, og unger bliver nogle gange taget i Virunga nationalpark i Den Demokratiske Republik Congo. Krokodiller er hyppige ofre for flodhesteaggression, sandsynligvis fordi de ofte bor i de samme habitater ved bredden. Krokodiller kan enten blive fordrevet aggressivt eller dræbt af flodheste. Ud over tilfælde af drab af de sjældent ubevogtede flodhesteunger er det til gengæld blevet bekræftet, at meget store nilkrokodiller lejlighedsvis angriber halvvoksne flodheste og – baseret på anekdotisk evidens – muligvis også voksne hunflodheste. Grupper af krokodiller er også blevet set gøre det af med hanflodheste, der forinden er blevet såret i parringskampe med andre hanner.
Som med fisk og skildpadder ved et koralrev, får flodheste af og til visse fiskearter til at rense sig for parasitter ved såkaldte rengøringsstationer. Flodhestene signalerer til fiskene, at de er klar til at blive renset, ved at åbne deres mund. Dette er et eksempel på mutualisme, hvor flodhesten nyder godt af rensningen, mens fiskene får mad. Flodhestafføring skaber alloktone aflejringer af organisk stof langs flodlejerne. Disse aflejringer har en uklar økologisk funktion. En undersøgelse fra 2015 konkluderede, at flodhesteafføring giver næringsstoffer fra landbaseret materiale til fisk og hvirvelløse vanddyr, mens en undersøgelse fra 2018 viste, at deres gødning kan være giftig for vandlevende dyr i større mængder som resultat af  absorption af vandets opløste ilt og deraf følgende iltmangel.

## Flodheste og mennesker
De tidligste beviser på menneskelig interaktion med flodheste kommer fra skæremærker på flodhesteknogler ved Bouri-formationen i Etiopien dateret for omkring 160.000 år siden. Senere er klippemalerier og graveringer, der viser flodheste blive jaget, blevet fundet i det centrale Sahara nær den nuværende by Djanet i Tassili n'Ajjer-bjergene, dateret for 4.000-5.000 år siden.:1  De gamle egyptere anerkendte flodhesten som en glubsk beboer af Nilen, og afbildninger på adeliges grave viser, at dyrene blev jaget.
Flodhesten var også kendt af de gamle grækere og romere. Den græske historiker Herodot beskrev flodhesten i Historia (skrevet omkring 440 f.Kr.), og den romerske naturforsker Plinius den Ældre skrev om flodhesten i sit leksikon Naturalis Historia (skrevet omkring 77 e.Kr.). Yoruba-folket kaldte flodhesten erinmi, som betyder "vandets elefant". Ifølge Robert Baden-Powell refererede zulu-krigere til flodheste i krigssange.

### Angreb på mennesker
Flodhesten anses for at være ekstremt aggressiv og der er ofte blevet rapporteret om flodheste, som angriber både. Små både kan let blive kæntret af flodheste, og passagerer kan blive såret, dræbt af dyrene eller drukne. I et tilfælde i 2014 i Niger blev en båd kæntret af en flodhest, og 13 mennesker blev dræbt. Da flodheste kan finde på at plyndre nærliggende marker med afgrøder, kan mennesker også komme i konflikt med dem ved disse lejligheder, med potentiale for dødsfald hos både menneskene og flodhestene.

### I fangenskab
Flodheste har længe været populære dyr i zoologiske haver. Den første registrering af flodheste i fangenskab til fremvisning er dateret til 3500 f.Kr., i Hierakonpolis, Egypten. Den første zooflodhest i nyere tid var Obaysch, som ankom til London Zoo den 25. maj 1850, hvor han tiltrak op til 10.000 besøgende om dagen var inspiration til en populær sang, "Hippopotamus Polka". Flodheste yngler generelt godt i fangenskab, fødselsraterne er lavere end i naturen, men det skyldes, at zoologiske haver ønsker at begrænse fødsler, da flodheste er relativt dyre at holde.:129 
Som mange andre zoo-dyr indeholdt flodhestes indhegning traditionelt primært beton. De havde normalt en pøl af vand og en plet græs. Fra 1980'erne har zoo-udstillinger i højere grad afspejlet flodhestens levested i naturen. For eksempel har Toledo Zoo en 1.400.000 liters pool til flodhestene. I 1987 oplevede Toledo Zoo den første undervandsfødsel af en flodhest i fangenskab. Udstillingen var så populær, at Toledo Zoo's logo indeholder to flodheste.

## Flodhesten i kulturen
I det gamle Egypten symboliserede en rød flodhest den egyptiske gud Seth, guden for kaos og uorden.  Modergudinden Thueris blev også afbildet som en drægtig flodhest, inspireret af hunflodhestens beskyttertrang over for sin unge.
Ijaw-folket i Nigerdeltaet bar flodhestemasker, når de praktiserede deres vandåndskult og flodheste-elfenben blev brugt i spådomsritualerne hos Yoruba-folket i Nigeria. Uhyret Behemoth, der nævnes i Jobs Bog 40:15-24, er formodentlig en flodhest.
Flodheste har været genstand for en række afrikanske folkeeventyr. Ifølge en San-historie, ønskede flodhestene at leve i vandet, da Skaberen tildelte hvert dyr sin plads i naturen, men blev nægtet det af frygt for, at de ville spise alle fiskene. Efter at have tigget og bedt fik flodhestene endelig lov til at leve i vandet på den betingelse, at de ville spise græs i stedet for fisk, og smide deres møg på en måde, så det let kunne inspiceres for fiskeben. Ifølge en Ndebele-fortælling havde flodhesten oprindeligt langt, smukt hår, men det blev sat i brand af en jaloux hare, og flodhesten måtte hoppe i en nærliggende vandpøl. Flodhesten mistede det meste af sit hår og var derefter for flov til at ville forlade vandet.
Den første flodhest, der blev bragt til Europa siden det antikke Rom, var flodhesten Obaysch, der kom til London Zoo 25. maj 1850, hvor den vakte sensation og inspirerede til udgivelsen af en "Hippotamus Polka" skrevet af L. St. Mars. Flodheste blev nævnt i julesangen "I Want a Hippopotamus for Christmas", der blev et hit for den amerikanske barnestjerne Gayla Peevey i 1953. De medvirker også i sangen "Hippopotamus" (1957) af den britiske duo Michael Flanders og Donald Swann med omkvædet "Mud, Mud, Glorious Mud".
Flodheste har også været populære animationsfigurer. Walt Disney-filmen Fantasia indeholdt en sekvens med en ballerinaflodhest, der dansede til operaen La Gioconda Hanna-Barbera skabte Peter Potamus, der optrådte i en animeret tv-serie ”The Peter Potamus Show” der havde premiere 1964 i USA. Madagaskar-tegnefilmen fra 2005 har en flodhest ved navn Gloria. 